# Eleições legislativas na Áustria em 1956
As eleições legislativas austríacas de 1956 foram realizadas a 13 de Maio. Os resultados deram a vitória ao Partido Popular Austríaco, que, ficou a um deputado da maioria absoluta. O Partido Popular Austríaco decidiu continuar num governo de coligação com o Partido Socialista da Áustria, com Julius Raab a continuar como chanceler .

## Resultados Oficiais
| Partido                 | Partido                         | Votos     | %               | +/-  | Deputados | +/-     |
| ----------------------- | ------------------------------- | --------- | --------------- | ---- | --------- | ------- |
|                         | Partido Popular Austríaco       | 1 999 986 | 46,31 / 100,00  | 5,05 | 82 / 165  | 8       |
|                         | Partido Socialista da Áustria   | 1 873 295 | 43,38 / 100,00  | 1,27 | 74 / 165  | 1       |
|                         | Partido da Liberdade da Áustria | 283 749   | 6,57 / 100,00   | 4,42 | 6 / 165   | 8       |
|                         | Partido Comunista da Áustria    | 192 438   | 4,46 / 100,00   | 0,82 | 3 / 165   | 1       |
|                         | Outros                          | 2 440     | 0,06 / 100,00   | 0,40 | 0 / 165   | Estável |
| Votos inválidos         | Votos inválidos                 | 43 611    | 1,71 / 100,00   | 0,04 |           |         |
| Total                   | Total                           | 4 395 519 | 100,00 / 100,00 |      | 165 / 165 |         |
| Eleitorado/Participação | Eleitorado/Participação         | 4 614 464 | 95,95 / 100,00  | 0,12 |           |         |
| Fonte                   |                                 |           |                 |      |           |         |